# NGC 2719A
NGC 2719A је галаксија у сазвежђу Рис која се налази на NGC листи објеката дубоког неба.
Деклинација објекта је + 35° 43' 14" а ректасцензија 9h 0m 15,9s. Привидна величина (магнитуда) објекта NGC 2719 износи 13,9 а фотографска магнитуда 14,5. NGC 2719A је још познат и под ознакама MCG 6-20-18, ARP 202, KCPG 181B, KUG 0857+359B, IRAS 08571+3555, PGC 25284.